# Гандзасар (стадион)
«Гандзаса́р» (арм. մարզադաշտ „Գանձասար“) — многоцелевой стадион в Капане, Армения. Расположен в центре города на берегу реки Вохчи (Вохджи).

## История
Прежнее название стадиона было «Лернагорц» до 2008 года. Переименование стадиона последовало вследствие переименования ФК «Лернагорц» в ФК «Гандзасар» в 2004 году. Летом 2009 года прошли отделочные работы трибуны, по причине участия «Гандзасара» в предстоящей Лиге Европы.
В настоящее время используется для проведения футбольных матчей. Также служит домашней ареной футбольных клубов «Гандзасар» и «Гандзасар-2».

## Характеристика стадиона

Вид на зрительскую трибуну.

Вместимость составляет около 3 500 зрителей. Газон стадиона является одним из лучших в Армении. Средняя посещаемость составляет 1 468 человек за игру, это самый высокий показатель среди футбольных команд Армении.
Рядом со стадионом расположена база клуба.

## База

База футбольного клуба «Гандзасар» находящаяся на территории стадиона.